# Hip-hop afghan
Le hip-hop afghan désigne la culture hip-hop en Afghanistan. Le mouvement hip-hop émergea dans les années 2000, alors que l'Afghanistan était bouleversée par des guerres, ce qui fait de certains rappeurs et rappeuses des exilés. Le rap devient un moyen d'expression ; ainsi la rappeuse Soosan Firooz dénonce le mariage forcé par ses textes rap.

## Histoire
Le hip-hop en Afghanistan est composé de différentes catégories comme le rap, la danse, le Rn'B. Le mouvement hip-hop afghan a une qualité diverse à cause de leur parcours et exil dû à la guerre dans leur pays. La rappeuse Sonita Alisadeh aussi influence le mouvement par son Rap qui dénonce aussi le mariage forcé. Bien que le mariage forcé et précoce soit interdit, certains conservateurs de la coutume continuent cette pratique qui bloque l'étude des filles. Sonita Alisadeh raconte son parcours et sa peine dans son rap. En 2018, Sonita Alisadeh, résidant aux États-Unis, devient la lauréate du prix Liberté grâce à son combat contre le mariage des enfants. Les artistes hip-hop afghans sont souvent confrontés à leur religion, qui exige certains comportements au sein de la communauté, comme l'habillement des femmes, la soumission et une musique digne de leur culture. Ainsi les rappeurs sont vus comme des artistes d'autres cultures. Les instruments de musique traditionnelle comme le luth, le tablas indien sont utilisés dans les beats hip-hop afghan. Lors de ces événements, le public communique avec les artistes. Le  festival Haizebegi permet aux afghans de s'exprimer et d'échanger avec le public, sur une base qui associe l'art, la culture et la science. Des rappeurs comme  Pascal, Motlaq & Leto aussi poussent le mouvement pour se faire entendre et passer leurs messages mais ils se heurtent à leur religion. Ces deux groupes de rap chantent en dari, la langue officielle du pays. Selon Pascal et ses confrères le rap est un moyen de soulager la population et, malgré la tradition et la coutume religieuse, ils continuent leur marche musicale. Ils se sont aussi rebellés contre leurs parents conservateurs de la religion, ils dénoncent la corruption des autorités et du gouvernement et réclament une vie moderne.

## Artistes
- Soosan Firooz
- Sonita Alizadeh
- Paradise Sorouri[7]
- Pascal
- Motlaq & leto